# Pages libres
Pages libres  (ISSN 1248-4431) est une revue politique hebdomadaire créée en 1901 à Paris par Charles Guieysse, Maurice Kahn et George Moreau, et qui parut jusqu'en 1909 puis en tant que supplément à La Grande Revue jusqu’en 1940, avec interruption pendant la première Guerre Mondiale. Fondée afin de prolonger le mouvement des universités populaires, la revue était proche du mouvement socialiste et du syndicalisme révolutionnaire.

## Historique
Pages libres paraît du 5 janvier 1901 au 2 octobre 1909 puis poursuit son existence en tant que supplément à La Grande Revue (active de 1898 à 1940, sauf pendant la guerre) de Jacques Rouché. En 1911, elle absorbe la Revue des études franco-russes, fondée 1901 par Henri Le Soudier, libraire et éditeur parisien (1850-1926).
L'équipe de la revue se forme autour de Charles Guieysse, qui en assure la direction avec l'assistance de Maurice Kahn. Georges Moreau (1853-1934), qui avait travaillé dans l'industrie papetière, est le seul ouvrier parmi les trois fondateurs, et il est chargé de la gérance de la revue. Daniel Halévy y joue également un rôle de premier plan. Dirigée par une équipe resserrée autour d'un petit groupe, la revue adopte un mode de fonctionnement intermédiaire entre celui du Mouvement Socialiste, dont l'équipe de rédaction est assez importante, et celui des Cahiers de la Quinzaine, dirigés seulement par Péguy.
Sous la direction de Guieysse, la ligne éditoriale fut influencée par le théoricien socialiste Georges Sorel. À partir de 1907, Guieysse laissa l'administration de la revue à Maurice Kahn.
Le siège de la revue se situa dans un premier temps au sein des locaux de l’École des hautes études sociales, avant de s’installer au 8, rue de la Sorbonne, adresse qu'elle partageait avec les Cahiers de la quinzaine de Charles Péguy, dont Guieysse fut un proche.
La revue compta notamment parmi ses collaborateurs Hubert Lagardelle, Pierre Monatte, Georges Airelle, Pierre Brizon et Léon Bonneff, Odette Laguerre.